# Sintel
Sistemas de Instalaciones de Telecomunicaciones, S.A., conocida como Sintel, fue una empresa española especializada en el montaje de sistemas de telefonía, fundada en 1975 como sociedad anónima subsidiaria al 100 % del grupo de empresas de Telefónica, entonces de gestión pública, y cuyas actividades llegaron a generar una facturación de 62 000 millones de pesetas anuales y a contar con una plantilla de cerca de 4 000 personas, con filiales que se extendían por España, América Latina, norte de África y Sudáfrica.
Dentro del contexto de la política de reformas económicas y de privatizaciones del sector industrial público español emprendida en los años 1990, fue vendida en 1996 a la empresa MasTec, una empresa privada participada por la familia Mas Canosa, una controvertida familia del exilio cubano y afincada en Miami. Esta polémica operación, fue seguida por un deterioro económico de la empresa cuyo origen, según los sindicatos, estaría en graves irregularidades por parte de los dueños y directivos así como en la actitud de la dirección de Telefónica. El incremento de la conflictividad laboral desembocó en la suspensión de la actividad de la empresa en la primavera del 2000, tras el impago de las nóminas mensuales y la presentación de un ERE afectando a cerca de 900 empleados.  El proceso derivó en la quiebra de la compañía con un déficit de 59,3 millones de euros, lo que dejó a 1.788 acreedores pendientes de cobro.

## Campamento de la Esperanza
Estas circunstancias y la resolución de sindicatos y trabajadores en dar a conocerlas lograron un eco mediático suficiente para repercutir en la opinión pública, el conocido como caso Sintel, especialmente tras realizar acciones inusuales como la ocupación durante 187 días del madrileño Paseo de la Castellana, una de las principales vías de la ciudad, con el llamado “Campamento de la Esperanza”. Este se levantó de enero a agosto del 2001 (187 días) como protesta ante el despido de 1800 trabajadores tras la venta de la empresa al líder anticastrista cubano Jorge Mas Canosa.Sintel marchaba bien económicamente y se tiene que cerrar, se da la falta de interlocutores y la nula respuesta del gobierno. Se dieron grandes dramas familiares por los despidos y sus consecuencias económicas en los trabajadores. Hay que resaltar la camaradería y solidaridad de algunas empresas y personas que permitieron a los afectados resistir unos meses acampados.
El conflicto social forzó finalmente la intervención en 2001 del Gobierno, presidido por José María Aznar, a instancias de una resolución presentada por Izquierda Unida y aprobada unánimemente por el Parlamento Español, que alcanzó tras negociaciones de varios meses un acuerdo con los representantes que contemplaba indemnización económica y la oferta de recolocación de varios cientos de empleados en otras empresas de Telefónica.
El acuerdo alcanzado cuando abandonaron el «campamento de la esperanza»  establecía la oferta de empleo estable en empresas del sector para la mitad de la plantilla y prejubilaciones anticipadas para al menos quinientos empleados, con un coste público de más de 150 millones de euros  (25.000 millones de pesetas). Incluía, además, el abono a los empleados de 24 millones de euros (4.000 millones de pesetas) del Fondo de Garantía Salarial.
En 2007 la Audiencia Nacional procesó por insolvencia punible, delito societario y contra la Hacienda Pública a ocho de los imputados relacionados con la gestión de la sociedad MasTec. En septiembre del 2012 los trabajadores llegaron a un acuerdo extrajudicial con Mastec: 35 millones de euros a cambio de retirar los cargos.

## En la cultura

### Documentales
El documental 'El efecto Iguazú, dirigido por Pere Joan Ventura y con música de Manu Chao, que describe la experiencia de la lucha de los trabajadores por dar a conocer su situación fue galardonado con un premio Goya en 2003.
Ese mismo año 2003 se estrenó Alzados del suelo dirigido por Andrés Linares.
Por su parte, el director Adolfo Dufour reflexiona sobre el caso y hace un llamamiento a no olvidar "esta lucha" en su documental titulado Nosotros, Primer Premio mejor a película documental, Tiempo de Historia. Seminci de Valladolid.
Posteriormente se realizó en 2003 otra película,  200 km, que trata también el conflicto de estos trabajadores. Realizada por varios directores, relata las seis marchas de protesta repartidas por diferentes puntos de España con el objetivo de llegar a Madrid el día 1 de mayo.
Otro documental sobre este caso es El Interregno, dirigido por Francisco J. González.

### Libros
Blanco Jiménez, Carlos. SINTEL, el callejero de la esperanza: la esperanza está en la calle. (2002). Editorial Carlos Blanco Jimenez.  ISBN: 978-84-607-6252-2